# Dinocampini
Dinocampini (лат.) — триба перепончатокрылых насекомых подсемейства Euphorinae из семейства браконид. Около 5 родов.

## Описание
Мелкие наездники-бракониды. Нижнечелюстные щупики 3-5-члениковые, нижнегубные щупики состоят из 2 сегментов. Скапус усиков длинный. Первый брюшной тергит стебельчатый (петиоль короткий). Яйцеклад длинный и узкий, коготки лапок простые. Маргинальная ячейка переднего крыла варьирует в размере, жилка r развита и примерно равна половине длины жилки m-cu, жилка 2M склеротизированная, жилка (RS + M)b примерно равна жилке r, жилка m-cu короче жилки 2RS.

## Экология
Представители родов все известны как паразитоиды имаго жуков божьих коровок из семейства Coccinellidae (Coleoptera).

## Систематика
Около 5 родов.
- Betelgeuse Shaw[4][5]
- Centistina Enderlein
- Dinocampus Förster
- Ecclitura Kokujev
- Napo Shaw